# Somerville College
Somerville College je sestavni del Univerze v Oxfordu v Angliji. Somerville je bil ustanovljen leta 1879 kot prva šola za ženske v Oxfordu. Somerville College ima dober ugled in izjemno zadovoljstvo študentov. Znana je po svoji liberalni in prijateljski atmosferi in ima največjo knjižnico vseh šol v Oxfordu.
Znani alumni so Margaret Thatcher, Indira Gandhi, Dorothy Crowfoot Hodgkin in Iris Murdoch. Tukaj je učila Elizabeth Anscombe.